# Negritudine
La negritudine (négritude in francese) fu un movimento letterario, culturale e politico sviluppatosi nel XX secolo nelle colonie francofone e che coinvolse scrittori africani e afroamericani. Gli esponenti di questo movimento (fra cui Léopold Sédar Senghor, Léon-Gontran Damas, Aimé Césaire, e Guy Tirolien) si proponevano di affrancare i propri popoli dal complesso di inferiorità imposto dai colonizzatori attraverso l'orgogliosa rivendicazione delle qualità peculiari proprie dei neri (la loro "negritudine").

## Origine
Fra i precursori del concetto di negritudine si cita in genere René Maran, autore di Batouala. Il termine négritude fu usato per la prima volta da Aimé Césaire nel 1935, nel terzo numero della rivista L'Etudiant Noir. Césaire rivendicava l'identità e la cultura nera contro quella francese, percepita come strumento di oppressione da parte dell'amministrazione coloniale. Il concetto fu poi ripreso da molti altri autori. Fra questi spicca Léopold Sédar Senghor, che in Canti d'ombra (Chants d'ombre, 1945) arricchì l'idea di negritudine opponendo la "ragione ellenica" all'"emozione nera".

## La corrente letteraria
La nascita di questo concetto e della rivista Présence Africaine, che apparve nel 1947 contemporaneamente sia a Dakar che a Parigi, ebbe l'effetto di una deflagrazione: essa, infatti, riuniva i Neri d'ogni nazione, così come gli intellettuali francesi, tra i quali Sartre. Quest'ultimo definì allora la Négritude come “la negazione della negazione dell'uomo nero”.
Nel 1948 viene pubblicata, a cura di Senghor stesso, l'Antologia della nuova poesia negra e malgascia di lingua francese, preceduta da uno studio di Sartre, in cui la negritudine è paragonata a Orfeo alla ricerca di Euridice, ovvero il nero alla ricerca di sé stesso, nello sforzo di risalire alle proprie radici, attraverso la propria storia, i propri difetti, le proprie trasformazioni.
Dopo Senghor, la négritude diventa l'insieme dei valori culturali dell'Africa nera. Per Césaire, questa parola designa in primo luogo il rifiuto: rifiuto dell'assimilazione culturale; rifiuto di una certa immagine del nero pacifico, incapace di costruire una civiltà. La cultura prevale sulla politica.

## Critiche
L'idea di negritudine è stata criticata soprattutto da autori neri (o creoli), che l'hanno denunciata come forma celata di razzismo o di resa nei confronti della mentalità del colonialismo. Il poeta nigeriano Wole Soyinka, premio Nobel per la letteratura, ha per esempio osservato: 
Lo stesso Césaire, che ha coniato il termine, se ne è progressivamente allontanato. Fabien Eboussi Boulaga, in Autenticità africana e filosofia, denuncia l'idea della negritudine come feticcio ed espressione della "colonizzazione mentale" degli europei sugli africani.
Analogamente, Stanislas Adotevi in Négritude et négrologues (1972) vede nel modello di nero proposto dalla negritudine una riproposizione degli stereotipi creati dai bianchi.
Franz Fanon (autore de "i dannati della terra" e allievo di Césaire) muove una critica al movimento in quanto quest'ultimo faceva "essenzialismo strategico", ovvero si riappropriava di termini dispregiativi che invece di emancipare la figura dell'indigeno nero, lo determinava in base agli stereotipi coloniali.
È un discorso strategico per il movimento Negritude perché ciò giustificava il rimanere sullo stesso piano del linguaggio del colono, ma è strategico anche per il colono in sé che viene così legittimato ad una "missione civilizzatrice" perpetua.
Perché se gli indigeni sono "selvaggi per natura e lo rimarranno per sempre allora il colonialismo deve rimanere a civilizzarli per sempre".